# Oscar Levertin

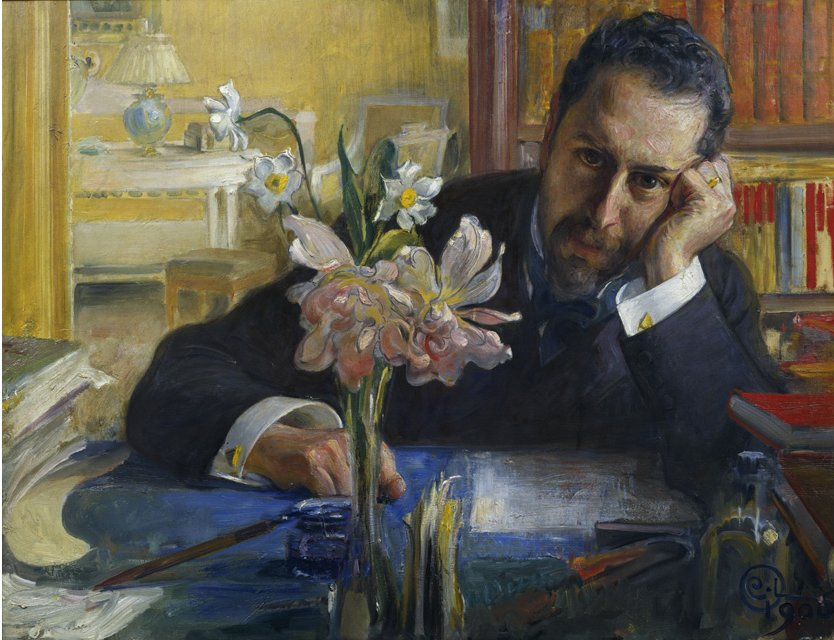
Oscar Levertin, door Carl Larsson.

Oscar Ivar Levertin (Norrköping, 17 juli 1862 – Stockholm, 22 september 1906) was een Zweeds schrijver, literatuurhistoricus en literatuurcriticus.

## Leven en werk
Levertin stamde uit een Joodse familie, die tot 1710 in Leeuwarden verbleef (de naam Levertin is een verbastering van Leeuwarden). Hij studeerde literatuurgeschiedenis aan de Universiteit van Uppsala, waar hij later ook professor werd. Van 1899 tot aan zijn dood in 1906 was hij als zodanig verbonden aan de Universiteit van Stockholm. Als literatuurhistoricus bestudeerde hij vooral de 18e-eeuwse Zweedse letterkunde.
Het vroege literaire werk van Levertin bestaat vooral uit naturalistische verhalen en novellen (Småmynt, 1883), maar na 1888 veranderde hij onder invloed van Verner von Heidenstam zijn stijl in een romantisch-symbolische richting. Hij maakte naam met enkele dichtbundels waarin hij vaak Oosterse en Middeleeuwse motieven verwerkte. Zijn poëzie is zwaarmoedig, met enerzijds het vergankelijkheidsbesef en anderzijds een grote levensdrang als belangrijkste thema's.
Nadat Levertin zich in 1897 als recensent verbond aan het Svenska Dagbladet, groeide hij uit tot een van de meest toonaangevende figuren in het Zweedse culturele leven van rond 1900. Hij keerde zich nadrukkelijk tegen het toen in de Zweedse literatuur dominante naturalisme (August Strindberg), waarin hij eerder zelf werkte. Daarnaast droeg hij sterk bij tot de vernieuwing van het essay.
Levertin leed aan tuberculose, kuurde in de jaren 1890 al in Davos, en overleed in 1906, 44 jaar oud.